# Энтри-Риус (Баия)
Энтри-Риус (порт. Entre Rios)  —  муниципалитет в Бразилии, входит в штат Баия. Составная часть мезорегиона Северо-восток штата Баия. Входит в экономико-статистический микрорегион Энтри-Риус. Население составляет 44 657 человек на 2006 год. Занимает площадь 1235,821 км². Плотность населения — 36,1 чел./км².

## Статистика
- Валовой внутренний продукт на 2003 год составляет 150 273 669,00 реалов (данные: Бразильский институт географии и статистики).
- Валовой внутренний продукт на душу населения на 2003 год составляет 3631,99 реалов (данные: Бразильский институт географии и статистики).
- Индекс развития человеческого потенциала на 2000 год составляет 0,628 (данные: Программа развития ООН).